# Blow Out Preventer
 (septembre 2014).
Sa qualité peut être largement améliorée en utilisant un vocabulaire plus directement compréhensible.
Pour les articles homonymes, voir BOP.

Schéma d'un dispositif de forage
n° 23 : BOP annulaire
n° 24 : Pipe ram et blind ram

Schéma de Blow Out Preventer montrant les différents types d'obturateurs : (a) blind ram (b) pipe ram et (c) shear ram.

Un Blow Out Preventer (BOP ; en français, bloc obturateur de puits ou obturateur anti-éruption) est une valve de sécurité utilisée sur les appareils de forage de l'industrie pétrolière. Le nom anglais peut se traduire par anti-éruption ou, plus littéralement, anti-souffle.
Installé en surface (sous-marin sur les appareils semi-sub), il est le dernier recours en cas d'éruption sur un puits. Il est généralement testé tous les 15 jours à des pressions allant de 5 000 psi à 15 000 psi (345 bars à 1 035 bars).

## Types de BOP
Les BOP annulaires, principalement de marque Hydrill, Shaffer ou bien Cameron, sont des obturateurs de type diaphragme (genre appareil photo) ou de type sphérique. Dans les deux cas, plus la pression dessous est importante, plus la fermeture est forte. Il est possible de "stripper" à travers, c'est-à-dire de remonter le train de tige avec la fermeture effective, en régulant la pression qui sert à les fermer. Ils peuvent faire de 1/2 " à 21" 1/4 et ne sont pas prévus pour tenir de fortes pressions.
Les BOP annulaires peuvent fermer totalement le puits, mais les constructeurs ne le recommandent pas. 
Les autres types de BOP sont :
- Les pipe rams, ou fermetures à mâchoires, qui ne ferment que sur le diamètre de tube pour lequel ils sont prévus : ils sont constitués de 2 mâchoires opposées pré-formées sur un diamètre donné.

- Les variables, qui comme leur nom l'indique ont une gamme de fermeture variable, en général de quelques pouces (par exemple 3"1/2 à 5"1/2 pouces).

- Les blind rams, qui sont des mâchoires à fermeture totale.

- Les shear rams, qui coupent ce qu'il y a dans le puits. Ils sont souvent à double effet, et sont alors appelés Blind/shear, c'est-à-dire qu'il coupent et ferment le puits (alors que des shear rams classiques vont couper, mais ne seront pas forcément étanches).

## Position
La position des différents BOP dépend de la compagnie de forage, mais tend à se normaliser. Il est en effet courant de mettre dans l'ordre : 
1. les BOP Hydrill (annulaires, mais couramment appelés du nom de la marque Hydrill)
2. les shear/blind rams
3. les variable rams
4. les pipe rams

Mais une nouvelle norme apparaît, elle est de mettre les shears/blind rams entre les pipes et variables.
En dérivation sur les gros appareils on aura :
1. Hydrill
2. shear/blind rams
3. upper pipe rams
4. variables rams
5. lower pipe rams

Les semi-sub, quant à eux, seront équipés de 2 Hydrill (fermeture annulaire), le premier étant sur le LMRP, c.-à-d. sur la partie qui sera déconnectée en cas de problèmes ou mauvais temps, ce qui évitera au Riser de se vider de sa boue de forage.
Cette configuration permet de poser le train de tiges sur les pipe rams. Si on doit couper les tiges, il suffit de fermer les pipe rams, de poser le tool joint (renflement au niveau de la connexion), et de couper la tige au niveau des shear rams… mais c'est quand même la dernière extrémité.